# Президентские выборы в Гвинее (2010)
Президентские выборы в Гвинее 2010 года прошли 27 июня (1-й тур). Второй тур прошёл 7 ноября. Эти выборы называются первыми свободными с момента получения страной независимости в 1958 году.
В выборах приняли участие 24 кандидата, в том числе четыре бывших премьер-министра: Сидья Туре (1996-99), Селу Далейн Диалло (2004-06), Франсуа Лонсени Фалль (2004) и Лансана Куяте (2007-08). Диалло, Туре и оппозиционный деятель Альфа Конде изначально назывались фаворитами выборов.
Руководители военной хунты — находящийся в Марокко председатель Национального совета за демократию и развитие Гвинеи Мусса Дадис Камара и и. о. президента Гвинеи Секуба Конате — не выставляли свои кандидатуры на выборах.
Отмечается, что предвыборная кампания прошла энергично. Важным фактором, положительно повлиявшим на свободу предвыборной кампании, стало обещание министра обороны удерживать солдат в казармах. За прозрачностью выборов следили 4000 наблюдателей; по словам главы наблюдателей, экс-президента Нигерии Якубу Говона, голосование прошло мирно и в соответствии с законодательством.

## Результаты
По результатам первого тура, Селу Далейн Диалло набрал 39,72 % голосов против 20,67 % у ближайшего конкурента — Альфы Конде. Таким образом, был проведён второй тур. Явка на выборах составила около 77 %.
Отмечается, что этнические и региональные факторы оказывают серьёзное влияние на предпочтения гвинейцев: так, Диалло представляет пелу (часть народа фульбе), а Конде — народ малинке (мандинка); два этих этноса являются самыми крупными в Гвинее.
Проведение второго тура было запланировано на 18 июля, однако несколько раз переносилось. 5 октября окончательная дата выборов была назначена на 24 октября, но вскоре дата выборов была перенесена на 7 ноября.
После подсчёта половины голосов во втором туре, за Диалло было отдано 51,8 % голосов против 48,2 % у Конде. Однако после подсчёта всех голосов, Альфа Конде получил 52,52 % голосов против 47,48 % у Диалло. 15 ноября Конде объявил о своей победе на выборах, после чего в стране обострились межэтнические столкновения.
| Первый тур | Первый тур         | Первый тур          | Второй тур | Второй тур          |
| Место      | Кандидат           | Голосов             | Место      | Голосов             |
| ---------- | ------------------ | ------------------- | ---------- | ------------------- |
| 1          | Селу Далейн Диалло | 1 062 549 (39,72 %) | 2          | 1 333 666 (47,48 %) |
| 2          | Альфа Конде        | 553 021 (20,67 %)   | 1          | 1 474 973 (52,52 %) |
| 3          | Сидья Туре         | 417 261 (15,6 %)    |            |                     |
| 4          | Лансана Куяте      | 207 389 (7,75 %)    |            |                     |
| 5          | Папа Коли Курума   | 129 155 (4,83 %)    |            |                     |
| 6          | Ибрагима Абе Сулла | 90 117 (3,37 %)     |            |                     |
| 7          | Жан-Марк Теллиано  | 51 443 (1,92 %)     |            |                     |
| 8          | Абубакр Сомпаре    | 27 699 (1,04 %)     |            |                     |